# The Rub Rabbits!
The Rub Rabbits! (赤ちゃんはどこからくるの?, Aka-chan wa Doko Kara Kuru no?) est un jeu vidéo d'action développé par Sonic Team et édité par Sega, sorti en 2005 sur Nintendo DS.
Il s'agit de la préquelle de Project Rub.

## Accueil
- Jeuxvideo.com : 14/20[1]